# Majestätswappen
Ein Majestätswappen unterscheidet sich in der Heraldik vom Landeswappen, auch von anderen,  durch seinen Gebrauch.  Es wird nur von dem jeweiligen Herrscher geführt und ist auch nicht immer mit dem Staatswappen gleichzusetzen. In Schweden entspricht es  dem großen Staatswappen; zusätzlich ist der Königliche Seraphinenorden dem Wappenschild umgehängt.